# Барутница (Амзабегово)
Барутница (на македонска литературна норма: Барутница) е праисторическо селище от Новокаменната епоха край село Амзабегово (Анзабегово), Северна Македония. Обявено е за защитен паметник на културата. В научната литература селището е познато и просто под името Анзабегово или Анза.

## Местоположение
Намира се на около 2 km южно от селото, северно от железопътната линия Велес – Кочани, на около 2 km западно от гара Овче поле или на около 700 метра северно от пътя Велес – Щип. Теренът представлява слабо наклонена тераса с посока север-юг, което е последната част от билото, което се спуска от масива Гюрище, разположена в голям завой на Светиниколската река.

## Описание
При разкопките на екипите от югославски и американски изследователи са открити къщи, култови предмети и ями, които се разграничават: ями за складове, ями за изкопаване на пръст за строителни цели, ями за отпадъци. Окрити са 3 къщи, всички от които построени в посока от северозапад на югоизток, а един от американските изследователи открива кална стена, която е твърде силно повредена за реконструкция. Необичайно е, че в култовия обект не са открити култови предмети, а във външната част са открити фрагменти от керамични съдове и орнаменти-триъгълници, боядисани с бяла боя, поради което е имало известна неяснота в първоначалното определяне на обекта като култов. Във втория култов обект е открита яма с детски скелет. Установено е, че скелетът е заровен, изкопан и след това е издигнат култовият обект. Въпреки това и в този обект почти няма култови предмети, а и в околностите са открити само каменни и костени инструменти като брадва, две шпатули и три костени шила, според които може да се стигне до заключението, че това не е култов обект. Открити са и 3 огнища.
При изследването са открити и скелети, за които е установено, че принадлежат на 34 индивида с различен пол, възраст и кръвна група и други различия между тях. При изследването обаче липсват данни като позицията и ориентацията на скелетите. Първият намерен скелет е на жена, починала на възраст 12 – 21 години, с кръвна група А, която има много силно увредени кости. Вторият открит скелет е в същия гроб като първия, но този скелет има много добре запазени кости, също принадлежи на жена с кръвна група А, но се смята, че тя е починала на възраст между 19 и 35 години. Необичайно е, че и двата скелета са погребани по един и същи начин (лежащи на лявата буза в приклекнало положение) и им липсват основни кости, особено на първия. Предполага се, че двата скелета са тясно свързани. Третият скелет, открит в друг нов гроб, също е на момиче с кръвна група А и е в подобна свита поза, на 4 – 10 години и се смята, че е погребано в същия период. Открит е и четвърти скелет, който е в близост до третия, но без да са определени пол, кръвна група и възраст. По-голямата част от погребаните, чийто пол може да бъде определен, са лица от женски пол, а по-голямата част от лицата са били на възраст под 30 години. Кръвната група А е най-многобройна, но има и други кръвни групи като В и О група. Всички погребани са били в приклекнало положение.